# Mesocyclops bosumtwii
Mesocyclops bosumtwii – gatunek widłonoga z rodziny Cyclopidae. Nazwa naukowa tego gatunku skorupiaków została opublikowana w 2007 roku przez zespół zoologów Iskandara M. Mirabdullajewa, Petera Osama Sanfula i Emmanuela Fremponga. Miejsce typowe to jezioro Bosumtwi w Ghanie.